# Дан (Занузданова) Анастасія Едуардівна
Занузда́нова Анастасі́я Едуа́рдівна нар. 1994, м. Житомир — письменниця, що працює під псевдонімом Анастасі́я Да́н. Член Національної спілки письменників України (2014).

## Біографія
Народилася 12 березня 1994 року в м. Житомирі. Навчалася в Житомирській загальноосвітній школі № 3 (2000–2003), Житомирській загальноосвітній школі № 33 (2004–2005). У 2006 р. з родиною переїжджає в с. Комарівці Барського району Вінницької області, де згодом закінчує Комаровецьку загальноосвітню школу (2006–2009). Вступає в Барський гуманітарно-педагогічний коледж імені Михайла Грушевського (2010–2014) на спеціальність «Видавнича справа та редагування». У 2014 році вступає в Національний педагогічний університет імені Михайла Драгоманова на 3 курс на ту ж спеціальність.

## Творчість
Почала писати з 6 років. Наставником вважає письменника Василя Кобця, з яким познайомилась у 2007 р. Згодом стає членом Вінницького обласного літературно-мистецького об'єднання імені Василя Стуса, у 2010–2012 рр. перебуває у літературній студії м. Бар «Інверсія серця». У 2011 р. була учасницею Всеукраїнської наради молодих літераторів у місті Ірпіні.

З 2010 р. з'являються друком книжки поезії та прози, публікації у пресі, серед яких: «Літературна Україна» (№ 6, 2012), «Українська літературна газета» (№ 3, 2014), «Слово Польське»(1-30 листопада 2012) та «Вінниччина» (1 березня 2013), газети Барського району — «Барчани» та «Подільський край», журнал «Світло спілкування» (№ 11, 2010 рік), альманахи — «Презентація орлиного польоту» (2010), «Стусове коло» (2010), «День народження весни» (2011), вісник міжнародного поетичного конкурсу «Чатує в століттях Чернеча гора» (2014) та ін.

### Книги
- Мій стоголосий дивний світ: поезія, проза / Анастасія Дан. — Вінниця: Книга-Вега, 2010. — 80 с. — ISBN 978-966-621-438-9;
- Не забирай у мене казку: проза / Анастасія Дан. — Вінниця: ФОП Данилюк В. Г., 2011. — 72 с. — ISBN 978-966-2190-52-6;
- Меркурію, за нами плаче осінь…: поезія, проза / Анастасія Дан. — Вінниця: Діло, 2012. — 136 с. — ISBN 978-617-662-000-6.

## Премії, нагороди
- Приз «Іллінецький метеорит» на фестивалі подільської поезії (2009);[3].
- Премія обласного літературно-мистецького об'єднання імені В.Стуса «Подільська пектораль» (2012).